# Полынин, Владимир Матвеевич
Владимир Матвеевич Блантер (писал под псевдонимами Владимир Полынин и Владимир Долинин; 14 октября 1925, Москва — 3 февраля 1990, там же) — журналист, писатель, переводчик, популяризатор науки, редактор и ответственный секретарь журнала «Природа», автор научно-популярных книг «Пророк в своём отечестве» (о Н. К. Кольцове) и «Мама, Папа и Я». Внес значительный вклад в оправдание генетики и закат лысенковщины. Сын известного композитора Матвея Блантера.

## Биография
Владимир Блантер родился в Москве в семье композитора Матвея Блантера. Его бабушка, актриса Татьяна Евгеньевна Вовси, была родственницей С. М. Михоэлса и М. С. Вовси. Большую роль в судьбе Владимира сыграла мать — балерина Нина Эрнестовна Шван. Несмотря на артистическое окружение, Владимир Матвеевич с ранних лет увлекся естественными науками. Он перестал общаться с отцом после развода родителей.
В. М. Блантер успел стать участником ВОВ, получить два диплома (юриста и переводчика) и перепробовать несколько профессий. Закончив Институт военных переводчиков и юридический факультет МГУ (заочно), Блантер вначале работал следователем на железной дороге (о чём вспоминал с отвращением). Отработав положенные три года, он с удовольствием стал писать очерки о селекционерах. Тогда же молодой писатель познакомился с известным генетиком В. В. Сахаровым, что и определило его дальнейшую судьбу. Пойдя научную школу на семинарах Сахарова, Владимир Блантер вошёл в историю, как талантливый журналист, избрав для публикаций псевдонимы: сначала В. Долинин и, в итоге, Владимир Полынин. Работал корреспондентом журнала «Огонёк», а затем в журнале «Природа».

### Вклад в возрождение генетики
В 1967 году Полынин написал и опубликовал книгу «Мама, Папа и Я» — самый первый в нашей стране популярный рассказ о поруганной генетике. Главные «действующие лица» этой повести — наследственность и изменчивость — неотъемлемые свойства всех живых существ. Эта популярно написанная работа имела большое, довольно серьёзное предисловие академика Б. Л. Астаурова, который был знаком с Полыниным ещё по сахаровским семинарам. Яркое эссе Астаурова явилось одновременно прекрасной рецензией: «Главные концепции книги, — пишет Астауров, — правильно передают те общие итоги современной генетики, которые незыблемо утверждены всем ходом развития науки, выдержали проверку временем и испытания на пробном камне практики». Книга «Мама, Папа и Я» выдержала несколько изданий — сделала имя Полынина известным и была удостоена Первой премии Союза журналистов.
Кроме того Владимир Матвеевич выпустил в свет две небольшие биографические работы: «Романтика научного поиска» — о крупном селекционере вавиловской школы В. Е. Писареве и «Пророк в своём отечестве» — о выдающемся генетике Н. К. Кольцове. Обе были написаны живо и темпераментно. Для сборника «Земледельцы» он предложил биографический очерк о В. П. Кузьмине, крупном селекционере, работавшем в Казахстане. Написал он его ярко и публицистично, показав, между прочим, какой урон был нанесен среде обитания и урожайности бездумным освоением целины «ударными» темпами.

### Деятельность в журнале «Природа»
В 1960-е годы пострадавшей от лысенковщины, академик Б. Л. Астауров, как продолжатель традиций Н. К. Кольцова, много работал над тем, чтобы вернуть генетике законное место. Трибуной для этой деятельности он выбрал журнал «Природа», а помощником — В. М. Полынина.
В 1967 году Полынин стал ответственным секретарём «Природы». С того времени и до конца жизни Владимир Матвеевич всю свою творческую энергию и талант отдавал журналу. Достаточно сказать, что он, уже будучи автором нескольких замечательных книг, не написал больше ни строчки, работая в редакции.
Владимир Матвеевич внес серьёзный вклад в борьбу не только с лысенковщиной, но и «дубининщиной», что было совсем непросто во времена «господства» Н. П. Дубинина в советской генетике.
Полынин стал настоящим лидером; при нём начался «золотой век» журнала. Многие его нововведения сделали журнал живее. У статей появилось «лицо» — фотография и персоналия автора — теперь уже кажется, что в журнале «Природа» так было всегда. Была создана постоянная рубрика «Нобелевская премия», в которой подробно разъяснялось специалистами, кто и за что получил премию. Полынин многому научил своих сотрудников, в том числе работе с архивами. С его подачи и поддержки появились интересные биографические подборки: например, октябрьский номер 1987 г. был полностью посвящён Н. И. Вавилову.

### Переводческая деятельность
Полынин прекрасно знал итальянский, хорошо — английский и немецкий. Переводил и писал стихи. Будучи талантливым филологом, в последние годы жизни Полынин трудился над переводом Рильке.

## Полынин в воспоминаниях современников
Полынин был высок, худощав, сутуловат и изысканно вежлив, почти застенчив. Таким он мне представлялся при наших первых контактах. Но когда он узнал, что я ушел из редакции ЖЗЛ, его словно подменили. Будучи ответственным секретарем журнала «Природа», он – с места в карьер – предложил мне пойти к нему в штат. — Семен Резник
Володя был типичным меланхоликом, что впрочем сочеталось с любовью к анекдотам и хорошим чувством юмора. Энергией Володя заряжался от своей жены Нины. Яркая, полная блондинка, с полыхающими голубым огнём глазами, Нина легко рассекала пространство, неистово танцевала, доводя своих партнёров до исступления и вызывая приступы ревности у Володи. — Оскар Рохлин
Все, кто в работе и жизни соприкасался с Полыниным, ощущал его творческую «ауру», одухотворенность и магнетизм обаяния. Человек своего времени, он не был воспитан в духе плюрализма. Категоричность его суждений граничила с откровенной, а иногда и демонстративной пристрастностью. Но таков он был — порой замкнутый, порой излишне многословный. Громогласный. Яркий. Неравнодушный.

## Публикации
книги
- Полынин (Долинин) В. М. Романтика научного поиска: История Писарева, искателя, а также селекционера и генетика. М.: Советская Россия. 1964. 224 стр.
- Полынин В. М. Мама, Папа и Я. М.: Советская Россия. 1967. 320 стр.
- Полынин В. М. Пророк в своём отечестве: [о Н. К. Кольцове] М.: Советская Россия. 1969. 128 стр.

очерки
- Полынин В. М. Зерно жизни: о В. П. Кузьмине // журнал «Огонек». 1963.

## Память
Матвей Блантер посвятил сыну песни на стихи М. В. Исаковского «Под звёздами балканскими» и «Колыбельная».